# Похлепа (будизам)
Похлепа (санскрт: raga, пали: lobha) у будизму означава штетну жељу, односно један од три корена зла у уму. 
Похлепа, мржња и обмана три су „штетна корена”, односно три основна узрока свих менталних нечистоћа и лоших поступака.